# Горно-Озирово
Горно-Озирово (болг. Горно Озирово) — село в Болгарии. Находится в Монтанской области, входит в общину Выршец. Население составляет 377 человек.

## Политическая ситуация
В местном кметстве Горно-Озирово, в состав которого входит Горно-Озирово, должность кмета (старосты) исполняет Иван Димитров Андров (коалиция в составе 2 партий: Союз свободной демократии (ССД) и Союз демократических сил (СДС)) по результатам выборов.
Кмет (мэр) общины Выршец — Боряна Тодорова Бончева-Лечева (коалиция в составе 3 партий: Болгарская социал-демократия (БСД), Земледельческий народный союз (ЗНС), Демократическая партия (ДП)) по результатам выборов.